# Ageleradix sichuanensis
Ageleradix sichuanensis är en spindelart som beskrevs av Xu och Li 2007. Ageleradix sichuanensis ingår i släktet Ageleradix och familjen trattspindlar. Inga underarter finns listade i Catalogue of Life.